# 날개귀상어

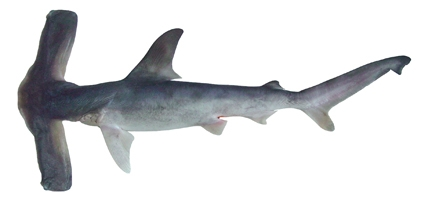

날개귀상어(학명:Eusphyra blochii)는 흉상어목 귀상어과에 속하는 물고기다. 몸길이는 1.9m로 상어에서는 중형인 상어에 속한다.

## 특징과 먹이
날개귀상어는 다른 귀상어류에 비해 더 크게 확장된 머리가 마치 날개를 가진 것처럼 보이는 특징이 있다. 영어권에서는 윙헤드 샤크(Winghead Shark)라는 이름으로 불린다. 직선 앞에 마진이 넓은 키가 크고 겸상적인 제1등지느러미로 다른 귀상어류와 구분이 가능하며 세팔로기름의 주요 마진에 있는 매우 긴 콧구멍은 물속에서 먹이의 냄새를 더욱 쉽게 맡게 해주어 먹이를 더욱 쉽게 포착할 수가 있도록 도와준다. 세팔로페일은 측면의 선에 존재하는 로렌치니 기관과 암풀레에 대해 더욱 넓은 표면적을 제공하며 전기 수신 및 메카노리셉션에 대해 장기적인 이점을 제공한다. 몸의 옆줄을 기점으로 등쪽은 푸른색이며 배쪽은 회색을 띈다. 세팔로오일의 전면은 중간에 약간의 들여쓰기가 존재하며 콧구멍 양쪽 앞에는 부드러운 범퍼가 존재한다. 각 콧구멍은 입 너비의 약 2배이며 각 블레이드가 가지는 주요 요직에 따라 확장된다. 세팔로포일의 전방 바깥쪽에 존재하는 눈은 성박박과 분수공이 있다. 몸은 매우 크고 좁은 유선형의 몸체를 가지고 있으며 다소 작은 가슴지느러미의 기지에서 유래한다. 제2등지느러미는 제1등지느러미보다 훨씬 작으며 항문지느러미의 3분에 1의 크기를 가지고 있다. 항문지느러미는 제2등지느러미와 거의 비슷한 크기를 가지고 있다. 피부는 겹치는 진피 성모로 이루어져 있으며 3개의 수평 능선이 한계 치아로 이어진다. 사람에게 잠재적으로 위험성이 있다고 여겨지지만 사람을 거의 공격하지 않으며 오히려 사람을 보면 스스로 피하는 어종이다. 이빨은 작고 매끄러운 삼각형 커프의 모습을 하고 있으며 5쌍의 아가미중에 5번째는 가슴지느러미의 바로 위에 있다. 먹이로는 멸치, 청어, 정어리, 꽁치와 같은 물고기들과 오징어, 문어와 같은 두족류에 갑각류를 주로 섭식하는 육식성물고기에 속한다.

## 서식지, 산란기, 어획, 보호 활동
날개귀상어의 주요한 서식지는 서부 태평양과 인도양으로 인도와 중국과 오스트레일리아까지 이르는 지역에 주로 서식한다. 홍해에서도 서식이 확인이 되는 종이며 수심 10~60m의 대륙붕으로 이뤄진 연안에서 주로 서식하는 표해수대의 어류이다. 산란기는 5월~6월의 늦은 봄과 이른 여름이며 산란기에 수컷의 수정을 받은 암컷은 이듬해의 봄에 6~25마리의 유어를 출산한다. 인도와 홍해에서는 임신기간이 8~9개월이며 오스트레일리아에선 10~12개월의 임신 기간을 가진다. 날개귀상어는 식용으로도 사용이 되는 어종이며 주로 회, 스쿠알렌, 고기로 가장 많이 먹는다. 하지만 무분별한 남획으로 인하여 날개귀상어는 현재 멸종 위기 등급이 취약이다.현재 멸종 위기에 직면해 있으며 그래서 국제 자연 보전 연맹(IUCN)이 매년 잡을 수 있는 어종의 숫자를 엄격히 제한하고 국제적인 개체수의 보호를 받는 어종이다.

## 같이 보기
- 흉상어목
- 귀상어과